# Hermel (Liban)
Pour les articles homonymes, voir Hermel.
Hermel (arabe : الهرمل) est une ville du Liban située au nord de la vallée de la Bekaa sur le cours de l'Oronte, sur les contreforts du Mont-Liban. Elle fait partie de la Mohafaza (gouvernorat) de Baalbeck-Hermel. C'est le chef-lieu du Caza du Hermel. La ville accueille un centre de premiers secours de Croix-Rouge libanaise. Le cours de l'Oronte est bordé de restaurants d'été. L'écotourisme s'y développe avec des activités de canoë-kayak, des randonnées et des hébergements en haute montagne.
Hermel bénéficie d'un climat continental sec, voire semi-désertique. Le taux d'humidité n'est que de 10 à 15 % et la température peut atteindre −15 °C en hiver et 40 en été, soit une amplitude de 55 °C. Cela est dû à son éloignement des influences de la mer par les montagnes de Qurnat as Sawda' culminant à près de 3 000 m d'altitude et à sa proximité du désert de Syrie. Hermel et donc la région libanaise la plus touchée par le khamsin, vent chaud et sec.